# Operazione interna
In matematica, un'operazione interna ad n argomenti (o n-aria) su un insieme {\displaystyle X} è una funzione che ad ogni n-upla di {\displaystyle X^{n}} associa un elemento dello stesso {\displaystyle X}.

## Definizione
Sia {\displaystyle X} un insieme non vuoto e sia {\displaystyle n\in \mathbb {N} }. Si chiama operazione interna su {\displaystyle X} una funzione {\displaystyle *} dal prodotto cartesiano {\displaystyle X^{n}} a valori in {\displaystyle X}:
{\displaystyle *:X^{n}\to X}
Equivalentemente, sia {\displaystyle m\in \mathbb {N} }, si chiama operazione interna su {\displaystyle X} una funzione {\displaystyle *}:
{\displaystyle *:X_{1}\times \ldots \times X_{m-1}\to X_{m}}
se {\displaystyle X_{1}=\ldots =X_{m-1}=X_{m}=X}.
Se {\displaystyle n=2}, l'operazione è detta operazione binaria interna su {\displaystyle X} e l'immagine della coppia di punti {\displaystyle (x,y)} si denota preferibilmente con la notazione di operazione {\displaystyle x*y} piuttosto che con la notazione funzionale {\displaystyle *(x,y)}.
Un insieme non vuoto dotato di una sola operazione interna è detto avere struttura di magma o di gruppoide.
Il motivo principale per cui può essere necessario verificare che un'arbitraria operazione {\displaystyle *} sia o meno interna su un insieme {\displaystyle X} (pure arbitrario purché non vuoto) sta nel fatto che solo se l'operazione è interna la coppia {\displaystyle (X,*)} può essere considerata come struttura algebrica. Alternativamente, si può dire che condizione necessaria affinché una coppia {\displaystyle (X,*)} sia una struttura algebrica è che l'operazione {\displaystyle *} verifichi la proprietà di chiusura su {\displaystyle X}.

### Operazione esterna
Un'operazione non interna su un insieme {\displaystyle X} si dice operazione esterna.

## Esempi

### Operazioni interne
L'operazione di somma usualmente denotata con + è interna sull'insieme dei numeri naturali e così pure lo è sugli interi, sui razionali, sui reali ed anche sui complessi.
Analogamente, il prodotto è operazione interna su ciascuno degli stessi insiemi.
Le operazioni di massimo comun divisore e di minimo comune multiplo sono operazioni interne sull'insieme dei numeri naturali.
Le operazioni di unione ed intersezione sono interne sull'insieme delle parti di un insieme.
Il prodotto vettoriale è operazione interna sull'insieme delle terne di numeri reali:
{\displaystyle \wedge :\mathbb {R} ^{3}\times \mathbb {R} ^{3}\to \mathbb {R} ^{3}}
{\displaystyle ({\vec {v}},{\vec {w}})\mapsto {\vec {v}}\wedge {\vec {w}}}

### Operazioni esterne
Il prodotto scalare è un'operazione esterna sull'insieme delle terne di numeri reali:
{\displaystyle \cdot :\mathbb {R} ^{3}\times \mathbb {R} ^{3}\to \mathbb {R} }
{\displaystyle ({\vec {v}},{\vec {w}})\mapsto {\vec {v}}\cdot {\vec {w}}}
essa ha infatti valori nel campo reale su cui è definito lo spazio vettoriale {\displaystyle \mathbb {R} ^{3}} e non nello spazio vettoriale stesso.
Il prodotto di un vettore per uno scalare è ancora operazione esterna all'insieme delle terne di numeri reali:
{\displaystyle \cdot :\mathbb {R} \times \mathbb {R} ^{3}\to \mathbb {R} ^{3}}
{\displaystyle (k,{\vec {v}})\mapsto k{\vec {v}}}
in quanto se la si pensa come funzione
{\displaystyle \cdot :A\times B\to C}
si ha che anche in questo caso gli insiemi {\displaystyle A}, {\displaystyle B} e {\displaystyle C} non sono tutti e tre uguali.
Il prodotto misto:
{\displaystyle \cdot :\mathbb {R} ^{3}\times \mathbb {R} ^{3}\times \mathbb {R} ^{3}\to \mathbb {R} }
{\displaystyle ({\vec {v}},{\vec {w}},{\vec {z}})\mapsto {\vec {v}}\wedge {\vec {w}}\cdot {\vec {z}}}
è infine ancora un'operazione (ternaria) esterna su {\displaystyle \mathbb {R} ^{3}}.